# Ceryx caryocatactes
Ceryx caryocatactes là một loài bướm đêm thuộc phân họ Arctiinae, họ Erebidae.